# S.K. Paksha
S.K. Paksha är ett politiskt parti i Indien. Det ställde upp i Lok Sabha-valet i Madhya Pradesh (dock enbart i områden som idag tillhör Maharashtra) 1951. Det är oklart vilket parti det är frågan om; det kan dock vara samma grupp som Peasants and Workers Party of India, då PWPI på marathi kallas Shetkari Kamgar Paksha (SKP). Två kandidater ställde upp under namnet PWP i samma val, från Bombay och Hyderabad.
S.K. Paksha hade lanserat tre kandidater, som tillsammans fick 137 343 röster.